# Amerikaans rugby sevensteam (mannen)
Het Amerikaanse rugby sevensteam is een team van rugbyers dat de Verenigde Staten vertegenwoordigt in internationale wedstrijden.

## Wereldkampioenschappen
De Verenigde Staten heeft aan elk wereldkampioenschap deelgenomen. In 2018 werd de Verenigde Staten vijfde.
- WK 1993: 17e
- WK 1997: 17e
- WK 2001: 13e
- WK 2005: 13e
- WK 2009: 13e
- WK 2013: 13e
- WK 2018: 5e
- WK 2022: 11e

## Olympische Zomerspelen
De Verenigde Staten werd zesde op het Olympische Zomerspelen 2020.
- OS 2016: 9e
- OS 2020: 6e
- OS 2024: 8e